# Санана
Санана, также Сулабеси (индон. Pulau Sanana; Сула-Санана; ранее — Ксулла-Бесей, Ксулла-Бесси) — остров в составе островов Сула, который является частью Молуккских островах в Индонезии. Это также название крупнейшего населенного пункта на острове.
Санана находится к югу от острова Манголе. Площадь острова составляет 558 км².
Аэропорт Санана (ИАТА: SQN, ИКАО: WAPN) осуществляет сообщение с городами Амбон и Тернате авиакомпанией Trigana Air Service.
В 1999 году, как было распространено на всей территории Малуку в то время, на Санана происходили серьезные религиозно-этнические трения между мусульманами и христианами.

## Галерея
- Мужчины и дети на пляже (1930-1936)
- Форт-де-Вервахтинг в 1921 году